# Una mariposa en la noche
Una mariposa en la noche es una película de Argentina filmada en Eastmancolor escrita, producida y dirigida por Armando Bó y protagonizada por Isabel Sarli, Armando Bó, Víctor Bó y Vicente Rubino. Fue filmada en París y Buenos Aires. Se estrenó el 15 de septiembre de 1977.

## Sinopsis
La muerte de un estanciero argentino, quien se había casado Yvonne, una prostituta que conoció en París, deja a su viuda tan rica como codiciada por los hombres locales.

## Reparto
- Isabel Sarli ... Yvonne
- Armando Bó ... Jorge
- Víctor Bó ... Lorenzo
- Vicente Rubino ... Vicente
- Juan José Míguez ... Pedro
- Horacio Bruno ... El Pirata
- Claude Marting ... Policía
- Mario Casado ... Cholo
- Adelco Lanza ... Manolo
- Carlos Lagrotta ... Escribano
- Enrique Vargas
- Luis Alberto del Paraná ... (voz)
- Ginamaria Hidalgo ... (voz)
- Yves Montand ... Él mismo (voz)
- Pedro Vargas ... Voz
- Nino Udine
- Pancho Giménez
- Arturo Noal
- Juan Carlos Cevallos
- Antonio Grimau

## Comentarios
La Nación opinó:

«Más allá que un film es una epopeya…participa  ampliamente de las características ya tradicionales del popular binomio.»

Clarín dijo:

«Film de género preciso.»

Manrupe y Portela escriben:

«Rubia, acosada y sin poder huir de su destino de trotacalles…Un buen título de Isabel Sarli en la última etapa del duo.»